# Borzicactus silvaticus
Borzicactus silvaticus es una especie de planta suculenta perteneciente al género Borzicactus, dentro de la familia Cactaceae. Es endémica de Perú.

## Descripción
Borzicactus silvaticus es una especie de cactus muy parecido a Borzicactus fieldianus, aunque se distingue por su hábito más arbustivo y delgado. Presenta tallos verticales o semipostrados que forman columnas delgadas y ramificadas desde la base, alcanzando alturas de 3 a 6 m con diámetros de unos 6 cm.
Tiene de 5 a 9 costillas divididas por segmentos en tubérculos sobre los que se asientan areolas grandes con espinas blanquecinas. Las flores surgen lateralmente en las parte superior de los tallos, son tubulares y de color rojo. 

## Distribución y hábitat
El área de distribución nativa de esta especie es Perú y crece principalmente en el bioma tropical estacionalmente seco.

## Taxonomía
Borzicactus silvaticus fue descrita por el botánico Steffen Janke y publicada por primera vez en la revista científica Kakteen und andere Sukkulenten 70: 50 en 2019.

Etimología
- Borzicactus: nombre genérico formado a partir del prefijo borzi- (que hace referencia al botánico Antonino Borzì (1852-1921), director del jardín botánico de Palermo) y kaktos (que significa ‘cardo’ o ‘planta espinosa’), en alusión al cuerpo esférico y espinoso que presentan las especies de este género.[3]
- silvaticus: epíteto específico que proviene del latín silvātĭcus (que significa 'silvestre' o 'de los bosques'), haciendo referencia a que este tipo de cactus crece en ambientes forestales.[4]

## Usos
Se cultiva principalmente como planta ornamental y su propagación se realiza normalmente a través de esquejes o semillas, aunque es muy rara de ver en las colecciones.